# ホログ
ホログ(Khorugh)(タジク語: Хоруғ、シュグニー語: Харағ、ロシア語: Хоруг)は、タジキスタン共和国のゴルノ・バダフシャン自治州の州都。人口は28,000人。パミール高原の標高2000mに位置する。Gunt川とパンジ川の合流点に拓けた町で、北と南には川の作り出した扇状地となっている。パンジ川はアムダリヤ川の支流のひとつで、タジキスタンとアフガニスタンとの国境となって流れている。

## 歴史
19世紀まではブハラ・ハン国やドゥッラーニー朝のアフガニスタンや帝政ロシアなどの係争地であった。イギリスとのグレート・ゲームに勝利したロシアは、パンジ川のアフガニスタン国境以北を支配下に置き、1925年、ソ連のゴルノ・バダフシャン自治州ができると、その首都となった。今日でもタジキスタンで最も貧しい地方となっている。

## 交通

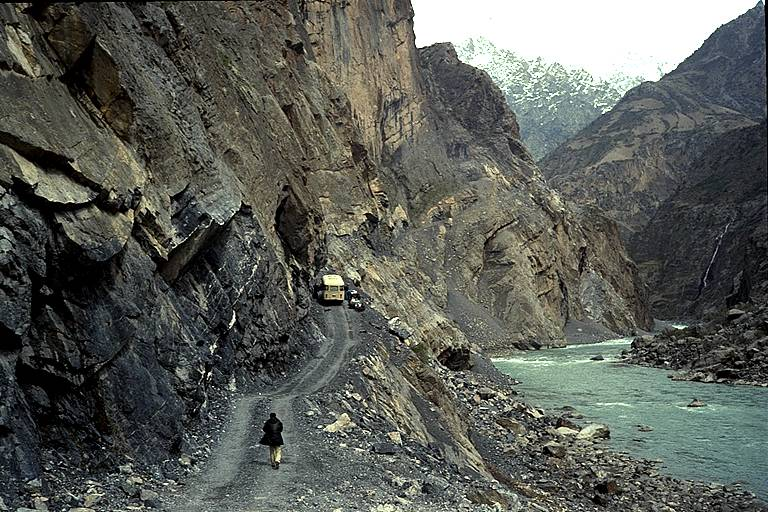
ドゥシャンベに続くパミール・ハイウェイ

パンジ川を渡ってアフガニスタンへの橋がある。パミール・ハイウェイがパンジ渓谷を出る地点に当たる。パミール・ハイウェイは、ゴルノ・バダフシャン自治州の主要な道で、タジキスタンの首都のドゥシャンベとキルギスを結んでいる。パミール・ハイウェイは冬から春は通行が非常に困難になる。近年、パミール・ハイウェイはカラコルム・ハイウェイと繋がり、中国やパキスタンへの陸路が開かれた。
ホログへのアクセスとして、2002年に放送された日本のNHKテレビ番組『天上の道を行く』の取材班は、空路でモスクワから首都ドゥシャンベ、ホログへ行くルートを使ったが、陸路としてキルギスのオシからパミール街道（パミール・ハイウェイ）を通行するという方法も紹介している。

## 市内の治安
イスラム系反政府勢力の活動が活発。2008年には、2度にわたりホログの警察署が襲撃を受けた。しばしば反政府集会も行われている。また、2011年にはホログの裁判所の判決を不服とした集団が裁判所を襲撃する事件も発生。2011年10月21日現在、日本の外務省は渡航情報（危険情報）を通じてホログを含めたゴルノ・バダフシャン自治州のアフガニスタンとの国境付近について渡航の延期を勧めている。

## ギャラリー

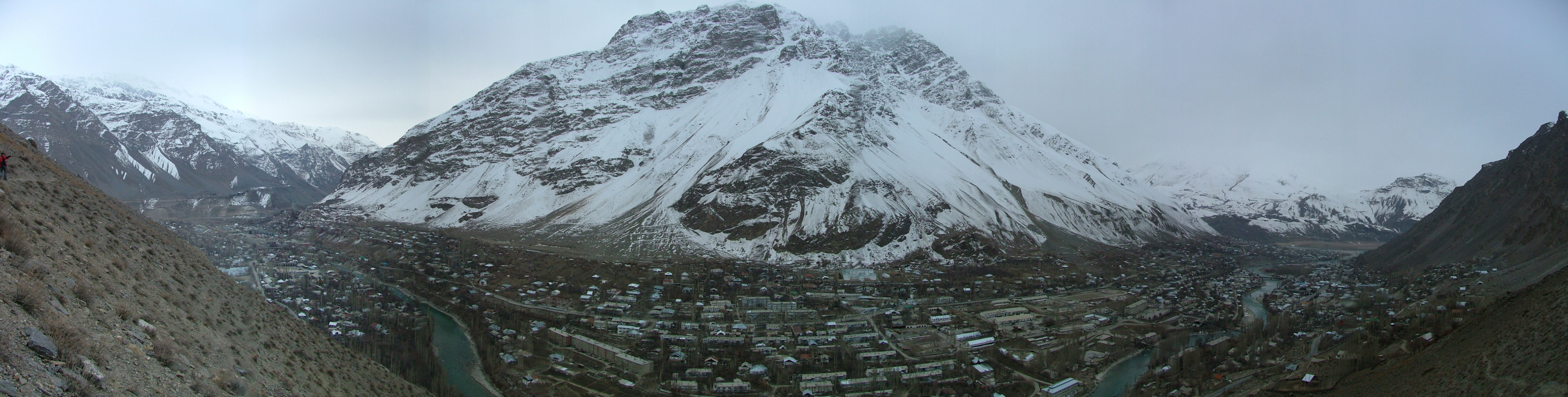
北から見たホログ

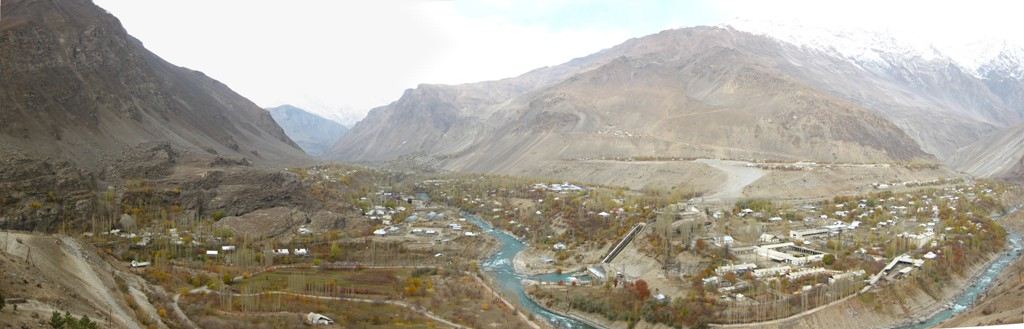
東から見たホログ